# Cristóvão de Mendonça
Cristóvão de Mendonça (Mourão, 1475 – Ormus, 1532) è stato un nobile ed esploratore portoghese. Cristoforo (questo il suo nome in italiano) nacque dall'unione tra D. Diogo Furtado de Mendonça, nobile e sindaco di Mourão (una cittadina del Portogallo) e Brites Soares de Albergaria. Ebbe una sorella, D. Joana, e si sposò con D. Maria de Vilhena, figlia di Sancho de Tovar.

Illustrazione di Cristóvao de Mendonça (2021)

Viene spesso considerato come il primo scopritore dell'Australia.